# Diocèse de Ferns
Le diocèse de Ferns (irlandais : Ferna Mór Máedóc , latin : Uí Chennselaig Fernensis ) est un diocèse suffragant de l'archidiocèse de Dublin en Irlande, constitué au VIIe siècle. Depuis 2021, son évêque est Gerard Nash (en). 

## Territoire
Le diocèse comprend la majeure partie du comté irlandais de Wexford et des parties des comtés de Wicklow et de Carlow.
L'évêché se trouve à Wexford, mais la cathédrale Saint-Aidan est à Enniscorthy.
Le territoire est divisé en 49 paroisses (en 2023).

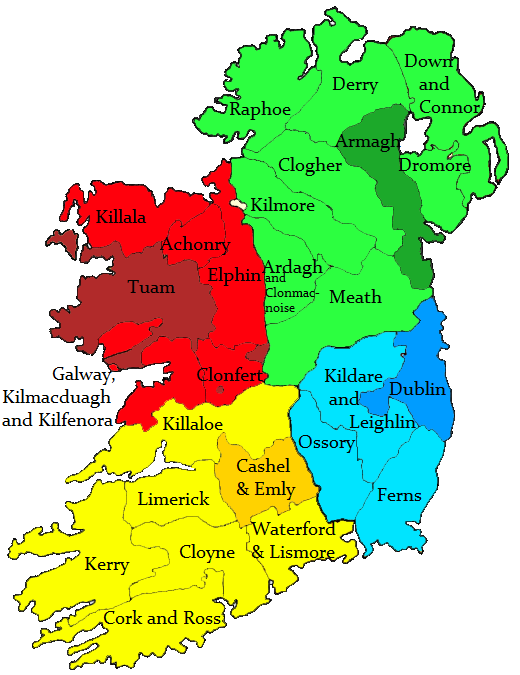
Diocèses et provinces d'Irlande.
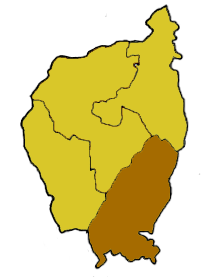
Le diocèse de Ferns au sein de la province ecclésiastique de Dublin.
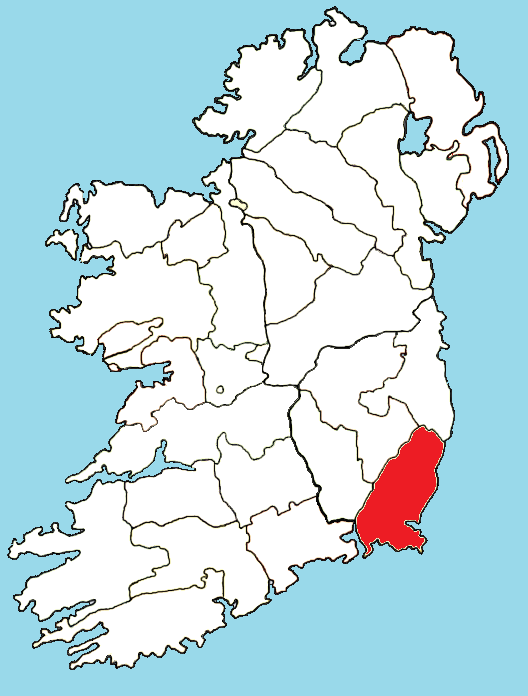
Localisation du diocèse en Irlande.

## Historique
La fondation du diocèse de Ferns (Fearna) semble débuter en 598, lorsque Brandubh, roi de Uí Cinsealaigh (Hy Kinsellagh), céda des terres à saint Aidan (Áed mac Sétnai), mort un 31 janvier vers 629, qui est également le fondateur du monastère de Drumlane dans le comté de Cavan et de l'église de Rossinver dans le comté de Leitrim. Patron du diocèse, il en fut le premier abbé-évêque. Tous ceux qui ont dirigé l'Église de Ferns ne l’étaient pas, certains n'étaient qu'abbés ; les évêques portaient les titres de Ferns, Hy Kinsellagh ou Wexford, qui désignaient tous le même siège.
Aux IXe et Xe siècles, Ferns a été attaquée et saccagée au moins huit fois par les Vikings.  
En 817 l'abbé Cilléne et la « familia » de Ferns sont défaits et perdent 400 hommes lors d'un combat contre le « familia » de Taghmon conduite par Cathal mac Dunlainge « oeconomus » de Ferns et Sil Mael Uidir  roi de Uí Cheinnselaigh (809-819). À la suite de ce combat il y a un interrègne dans la suite des abbés. 
Jusqu'en 1111, l'Église irlandaise était structurée en établissements monastiques, chacun ayant son propre territoire et sa propre juridiction. Lors du synode de Ráth Breasail en 1111, le diocèse de Ferns ou Wexford a été inclut à l'archidiocèse de Cashel. Ensuite en 1152 lors du  synode de Kells, le siège devient suffragant du nouvel archidiocèse de Dublin et il est établi dans ses limites actuelles.
Après la réforme protestante sous Henri VIII d'Angleterre, une longue période de difficultés s'ouvre pour les catholiques dans un climat de persécution. Alexander Devereux, bien que consacré schismatiquement, fut confirmé comme évêque par la reine Marie II. En 1581, six catholiques de Wexford ont été martyrisés : ils ont été béatifiés le 27 octobre 1992. L'évêque Peter Power fut privé des revenus épiscopaux et mourut en exil en 1588. Après sa mort, le siège est resté vacant jusqu'en 1624. Au milieu du XVIIe siècle, l'évêque Nicholas French fut également contraint de s'exiler à Gand, où il mourut.
L'épiscopat d'Ambrose O'Callaghan marque le début de la période des lois pénales irlandaises, qui imposent de sévères restrictions aux catholiques. Son successeur, Nicholas Sweetman, est emprisonné à deux reprises pour « déloyauté ». Un prêtre du diocèse de Ferns, John Dixon, déporté en Australie pour félonie, devint le premier préfet apostolique d'Australie en 1804.

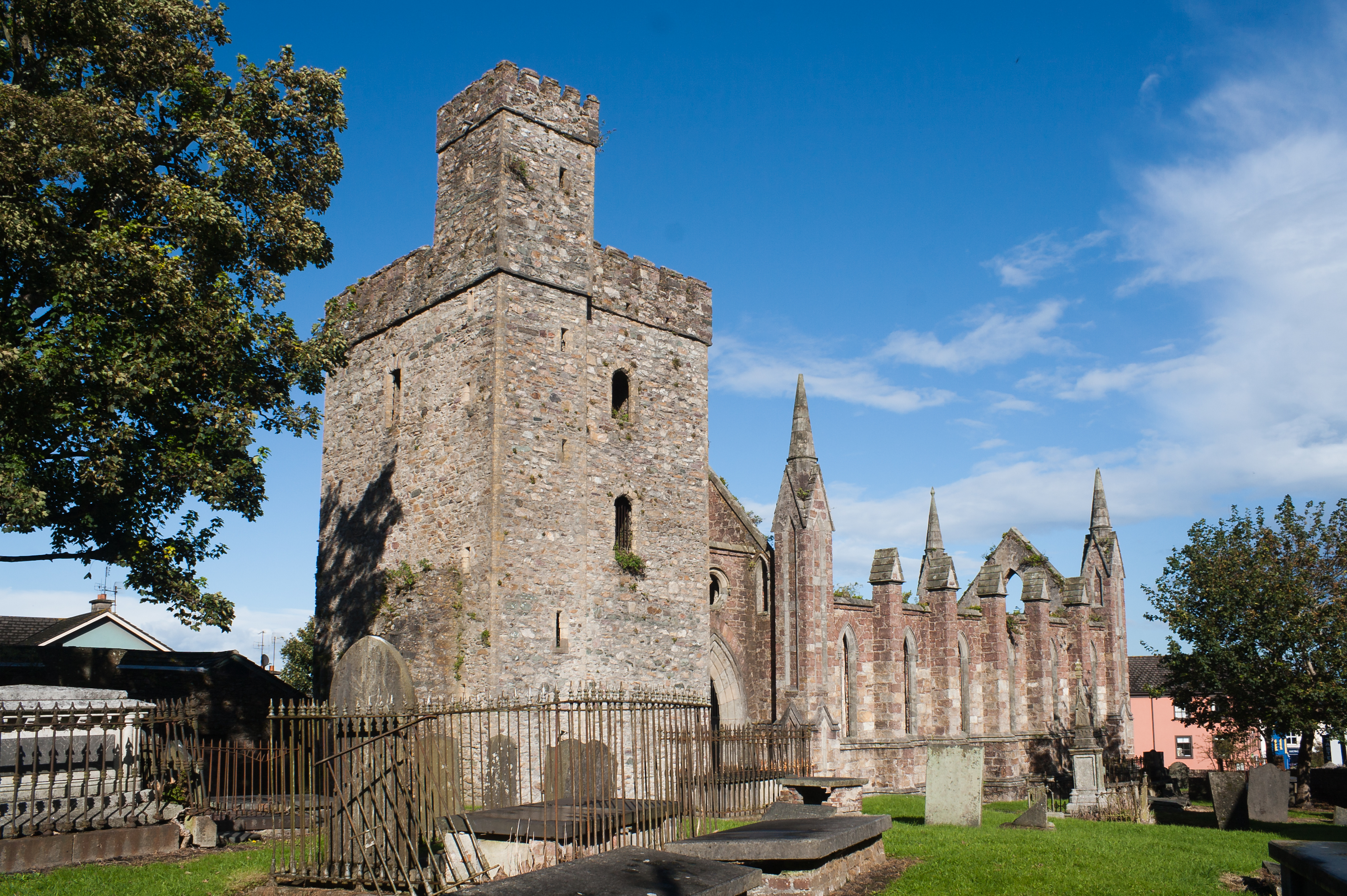
Wexford, monastère de Selskar, ancien prieuré du XIIe siècle de chanoines augustins, consacré aux saints Pierre et Paul.

Les évêques de la période postérieure à la Réforme ont tous vécu à Wexford. L'évêque de Ferns a commencé à y résider en 1672, lorsque Luke Wadding, l'évêque coadjuteur, s'y est installé. Il est retourné en Irlande avec la mission de reconstruire le diocèse de Ferns, qui avait été fortement touché par la conquête cromwellienne.
En 1809, c'est Patrick Ryan, évêque coadjuteur, qui remplaça l'évêque Caulfield devenu invalide, qui transféra la résidence de l'évêque à Enniscorthy, avec l'autorisation du Saint-Siège. La même année, la construction d'une cathédrale commença. La plupart des églises du diocèse ont été construites après l'émancipation des catholiques en 1829.
La seconde moitié du XIXe siècle a vu l'épiscopat de Michael Warren (1876–1884), qui a mené une croisade contre l'alcoolisme et a fondé l'Association catholique pour l'abstinence totale en 1876.

## Ordinaires
- Thomas Furlong (1857–1875)
- Michael Warren (1876–1884)
- James Browne (1884–1917)
- William Codd (1917–1938)
- James Staunton (1938–1963)
- Donal Herlihy (1964–1983)
- Brendan Oliver Comiskey, S.S.C.C. (1984–2002)
- Denis Brennan (2006–2021)
- Gerard Nash (en) (depuis 2021)

## Source
- (en) T.W Moody, F.X. Martin, F.J. Byrne A New History of Ireland IX Maps, Genealogies, Lists. A companion to Irish History part II . Oxford University Press réédition 2011  (ISBN 9780199593064)

### Article lié
- Église catholique en Irlande